# 風祭古明
風祭 古明（かざまつり ひさあきら、寛延元年（1748年） - 没年不詳）は江戸時代後期の旗本。通称は半之助、求馬（もとめ）。父は旗本・風祭国辰。子に風祭国豊がいる。家禄は70俵。
明和元年（1764年）閏12月21日、徳川家治に拝謁。同6年（1769年）勘定となり、天明4年（1784年）実父から家督を継承する。東海道の川普請により、同8年（1788年）時服2両、黄金2枚を賜り、また同年から信州中野代官となり、信濃・越後の天領5万4000石余りを支配する。寛政4年（1792年）甲府代官に転じ甲府御蔵掛を兼帯し8万石弱を支配する。同6年（1794年）鉄砲玉薬奉行となった。